# Los Galeotes
Los Galeotes es una obra de teatro en cuatro actos escrita por los Hermanos Álvarez Quintero y estrenada en el Teatro de la Comedia de Madrid el 20 de octubre de 1900.

## Argumento
Don Miguel, un bondadoso anciano viudo, vive con su hija Gloria y regenta una librería de viejo en el Madrid más castizo. Su máxima distracción es discutir con su pariente Jeremías, que al contrario que Don Miguel siempre presiente intenciones oscuras en los demás. Por caridad, Don Miguel acoge en su hogar a Los Galeotes, familia integrada por su viejo amigo Don Moisés Galeote, el hijo de éste, Mario, y su ahijada Carita. Sin embargo, la ingratitud y deshonestidad de los dos primeros llega a poner en peligro la hacienda del benefactor y la estabilidad familiar, cuando planean que el hijo despose a Gloria para recibir la dote correspondiente. Sólo la acción de Carita logra salvar la situación y Moisés y Mario son expulsados de la casa.

## Representaciones destacadas
- Teatro (estreno, en 1900). Intérpretes: Rosario Pino (Carita), José Vallés (Don Miguel), Pepe Rubio (Don Moisés), Concha Catalá (Gloria), Matilde Rodríguez (Catalina), Francisco García Ortega (Mario).
- Teatro (Teatro Español, Madrid, 1913). Intérpretes: Nieves Suárez (Carita), María Palou (Gloria), José Santiago (Jeremías).
- Teatro (Teatro Infanta Beatriz, Madrid, 1946). Intérpretes: María Esperanza Navarro, María Luisa Marfil, Amparo Bori.
- Televisión (en el espacio Estudio 1, de TVE, 22 de marzo de 1974). Dirección y realización: Cayetano Luca de Tena. Intérpretes: Carlos Lemos (Don Miguel), Lola Herrera (Carita), Tomás Blanco (Don Moisés), Manuel Tejada, (Mario), Luis Varela, Miguel Ángel, Gloria Cámara, Ana del Arco, Alberto Fernández, Mary González, José Caride, Blas Martín, Maribel Hidalgo, Magda Rotger y Ana María Simón.